# Aeródromo Los Guayes
El Aeródromo Los Guayes (OACI: SCGY) es un terminal aéreo localizado en la ribera norte del Lago Collico próximo a  Cunco, Provincia de Cautín, Región de la Araucanía, Chile. Es de propiedad privada.